# Pouli-gyapjasmadár
A Pouli-gyapjasmadár (Melamprosops phaeosoma) a madarak (Aves) osztályába, a verébalakúak (Passerifromes) rendjébe és a pintyfélék (Fringillidae) családjába tartozó Melamprosops nem egyetlen faja. A fajt 1973-ban fedezték fel, már ekkor csak 100-200 egyedet becsültek. 1998-ban három példányt elfogtak, ezek fogságban pusztultak el.

## Előfordulása
A Hawaii-szigetekhez tartozó Maui szigetén őshonos. A természetes élőhelye szubtrópusi és trópusi hegyi esőerdők és száraz erdők.

## Megjelenése
Átlagos testhossza 14 centiméter, testtömege 25,5 gramm. A tollazata felül barna, alul szürkésfehér, arcán fekete maszkot visel.

## Életmódja
Csigákkal, rovarokkal és pókokkal táplálkozik, alkalmanként gyümölcsöt is fogyaszt.